# Kunklerinidae
Reophacidae es una familia de foraminíferos bentónicos de la Superfamilia Hormosinoidea, del Suborden Hormosinina y del Orden Lituolida. Su rango cronoestratigráfico abarca desde el Carbonífero hasta la Actualidad.

## Discusión
Clasificaciones previas incluían los géneros de Kunklerinidae en la Subfamilia Reophacinae de la Familia Hormosinidae, así como incluían en el Suborden Textulariina o en el Orden Lituolida sin diferenciar el Suborden Hormosinina. Estas mismas clasificaciones consideraban a la Subfamilia Reophacinae dentro de Hormosinidae, y agrupaban los géneros de la Subfamilias Polychasmininae y Cuneatinae en esta última subfamilia.

## Clasificación
Reophacidae incluye a los siguientes géneros:
- Kunklerina †
- Scherochorella